# Pedro (curopalata)
Pedro (em latim: Petrus; em grego: Πέτρος; romaniz.: Pétros; m. 602) foi um oficial bizantino do século VI que serviu durante o reinado de seu irmão, o imperador Maurício (r. 582–602).

## Vida

### Família

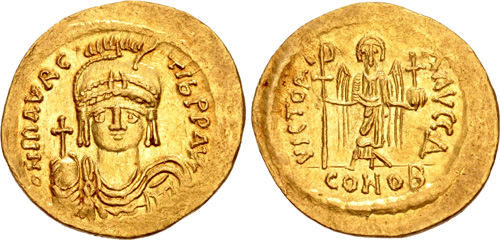
Soldo de Maurício r.

Pedro era filho de Paulo, o líder do senado, e irmão do imperador Maurício, de Górdia, a esposa de Filípico, e de Teoctista. De acordo com a Crônica de 1234 e Miguel, o Sírio, Domiciano era filho de Pedro. João de Niciu diz o mesmo em uma passagem, mas em outra se contradiz fazendo dele primo de Maurício, filho de seu tio paterno. Muitas outras fontes - por exemplo, Evágrio Escolástico, Teofilato Simocata, Nicéforo Calisto - descrevem-no como parente sem especificar mais. O Sinaxário nomeia seu pai como Teodoro e sua mãe como Ecdícia, descrevendo-os como piedosos e ricos. Nenhum irmão de Maurício chamado Teodoro é conhecido de outra forma, e pode-se aceitar que seu pai era Pedro.

### Carreira

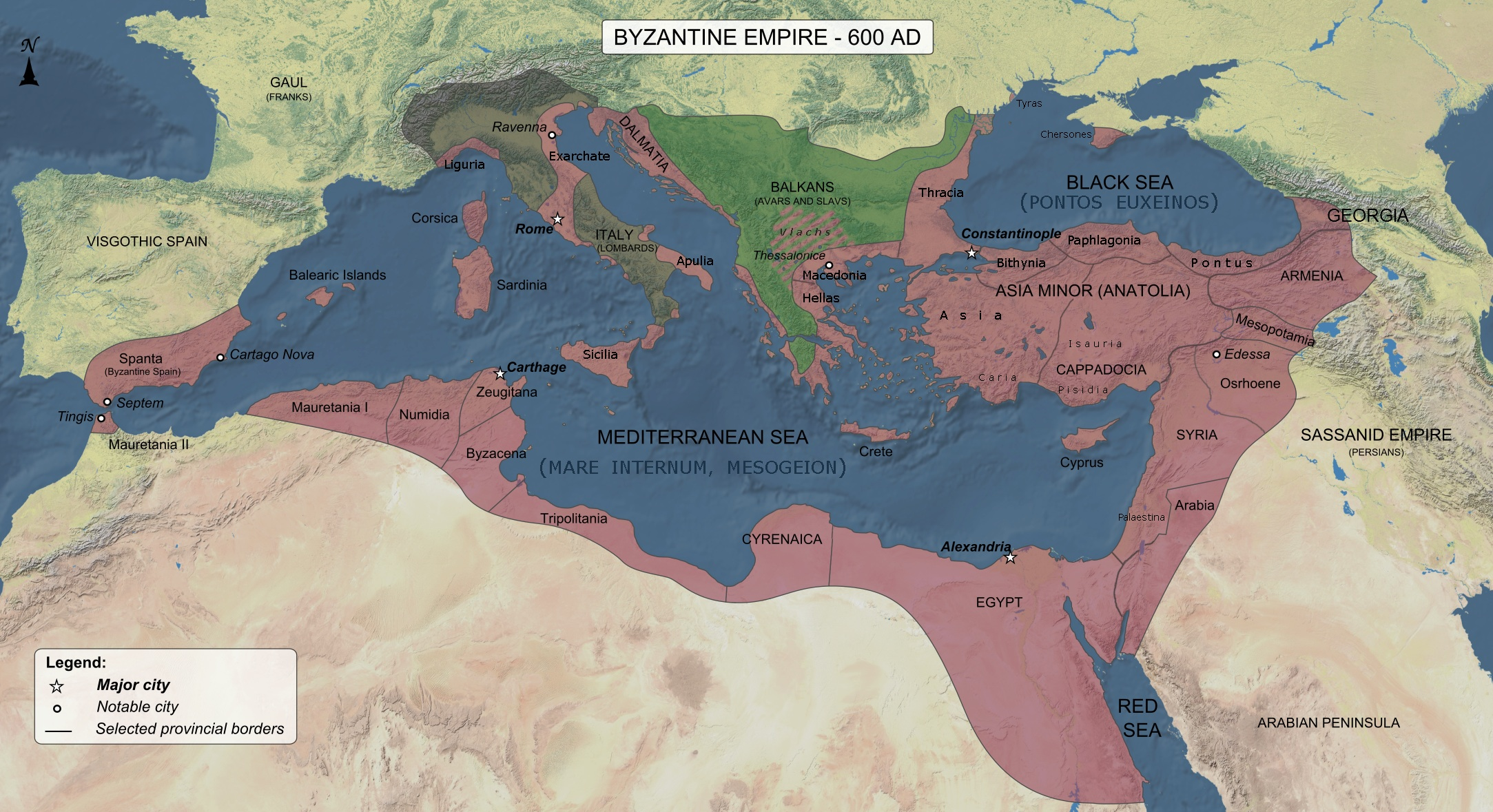
Império Bizantino em 600. Em verde, ao centro, os Bálcãs, palco das lutas contra os ávaros e eslavos

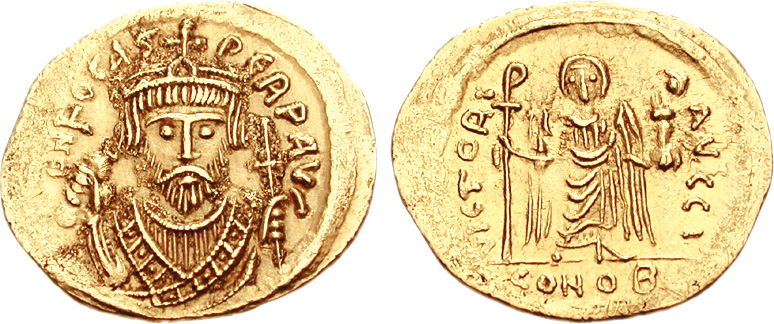
Soldo de Focas r.

Paulo acompanhou seu irmão em uma visita a Teodoro de Siceão quando retornou de uma campanha contra o Império Sassânida sob o imperador Tibério II (r. 574–582). No contexto, o Império Bizantino estava em uma prolongada guerra contra os sassânidas pela soberania do Cáucaso. Mais adiante, no começo do reinado de Maurício, Pedro foi convocado à corte e recebeu, junto de seu pai, propriedades de Marcelo, irmão de Justino II (r. 565–578). Também é possível que tenha recebido o posto de curopalata por este tempo e o reteve até sua morte. No outono de 593, foi nomeado para suceder Prisco como mestre dos soldados da Trácia. Naquele tempo, o Império Bizantino estava conduzindo prolongadas campanhas nos Bálcãs para deter as investidas dos eslavos e dos avares na região. Na primavera de 594, Pedro viajou via Perinto e Drizípara para se unir ao exército em Odesso. O exército se amotinou ao saber das restrições a seus pagamentos, mas ele foi capaz de acalmá-los ao anunciar medidas menos impopulares. Na sequência, foi para Marcianópolis e então para o norte do Danúbio, onde não conseguiu nenhuma vitória significativa e ainda foi derrotado por Piragasto. Com este fracasso, foi demitido e voltou para Constantinopla, com Prisco sendo readmitido no posto de mestre dos soldados. Em 595, construiu no distrito constantinopolitano de Areobindo (τα Αρεοβινδου) uma igreja dedicada a Teótoco.
A Crônica de 1234 afirma que ele teria sido nomeado como mestre dos soldados do Oriente por este tempo, mas é improvável e deve ser uma confusão com o cunhado de Maurício, Filípico. No verão / outono de 601, foi novamente nomeado mestre dos soldados da Trácia. Levou suas tropas ao Danúbio e acampou em Palastolo (Palacíolo, perto do Esco), onde passou o verão. No outono, foi à Dardânia para impedir que os avares sob Apsique ocupassem terras ali e então retornou no inverno para Adrianópolis, na Trácia, depois que o grão-cã retrocedeu para Constancíola, perto de Singiduno. No verão de 602, por temer um ataque do grão-cã nas cercanias de Constantinopla, Maurício ordenou que Pedro deixasse Adrianópolis e cruzasse o Danúbio. No outono, Maurício ainda ordenou que o exército sob Guduíno invernasse ao norte do rio, o que provocou um motim das tropas. Pedro não conseguiu negociar com os oficiais amotinados e o exército proclamou Focas como imperador. Pedro fugiu para Constantinopla para informar seu irmão do ocorrido. Fontes não bizantinas colocam que Pedro foi a primeira escolha do exército para ser imperador, mas se recusou a aceitar. No fim do ano, Pedro foi executado por Focas ao lado de outros apoiantes de Maurício.